# Mark Calcavecchia
Mark John Calcavecchia (Laurel, Nebraska, 12 juni 1960) is een professioneel golfer.
Calcavecchia werd in een klein dorp geboren, en ging studeren aan de Universiteit van Florida. Hij werd in 1981 professional en speelt sinds 1982 op de Amerikaanse PGA Tour.
Het hoogtepunt van zijn carrière kwam na enkele jaren. In 1988 eindigde hij bij de Masters op de tweede plaats achter Sandy Lyle en in 1989 won hij het Brits Open op de vierde extra hole van een play-off tegen Wayne Grady en Greg Norman.

## Ryder Cup
Calcavecchia speelde vier keer in de Ryder Cup (1987, 1989, 1991 en 2002). In 1991 won het Amerikaanse team, ondanks dat Calcavecchia zijn 4-holes voorsprong tegen Colin Montgomerie verspeelde. Overtuigd dat zijn team hierdoor verloren had, barstte hij in tranen uit.

## Records
- In 2001 won hij het Phoenix Open. Hij maakte 32 birdies in 72 holes voor een totaal van -28, een record.
- Op 25 juli 2009 maakte hij een serie van 9 birdies tijdens het RBC Canadian Open op de Glen Abbey Golf Course in Oakville, Ontario. Het record van 8 birdies stond op naam van verschillende spelers, waaronder J.P. Hayes, die zijn medespeler was toen hij zijn record vestigde.

Calcavecchia stond ruim 100 weken in de top-10 van de Official World Golf Ranking in de periode 1988-1991.
Calcavecchia woont in Palm Beach Gardens, Florida. Hij heeft twee kinderen uit zijn eerste huwelijk, Eric and Britney. In 2005 hertrouwde hij in Italië met Brenda Nardecchia.

## Gewonnen

### Amerikaanse Tour
- 1986: Southwest Golf Classic (-13)
- 1987: Honda Classic (-9)
- 1988: Bank of Boston Classic (-10 (71-67-70-66=274)
- 1989: Phoenix Open (-21), Nissan Los Angeles Open (-12), Brits Open (-13)
- 1992: Phoenix Open -20 (69-65-67-63=264)
- 1995: BellSouth Classic -17 (67-69-69-66=271)
- 1997: Greater Vancouver Open -19 (68-66-65-66=265)
- 1998: Honda Classic -18 (70-67-68-65=270)
- 2001: Phoenix Open -28 (65-60-64-67=256)
- 2005: Bell Canadian Open -15 (65-67-72-71=275)

### Elders
- 1988: Australian Open
- 1989: Alfred Dunhill Cup (met Tom Kite en Curtis Strange), Spalding Invitational
- 1993: Australian Open
- 1995: Australian Open, Franklin Templeton Shark Shootout (met Steve Elkington)
- 1997: Subaru Sarazen World Open
- 2001: CVS Charity Classic (met Nick Price), Hyundai Team Matches (met Fred Couples)
- 2003: Wendy's 3-Tour Challenge (met John Daly en Peter Jacobsen)
- 2004: Maekyung Open (Aziatische PGA Tour)
- 2007: Merrill Lynch Shootout (met Woody Austin)
- 2011: Nedbank Champions Challenge

## Teams
- Ryder Cup: 1987, 1989 (tie), 1991 (winnaars), 2002
- Presidents Cup: 1998
- Alfred Dunhill Cup: 1989 (winnaars), 1990